# تیم مختلط در المپیک
اوایل بازی‌های المپیک مدرن به افراد اجازه داده می‌شد از کشورهای مختلف در قالب یک تیم رقابت کنند. کمیته بین‌المللی المپیک (IOC) نتایج این تیم‌ها را تحت عنوان تیم مختلط (کد آی‌اوسی ZZX) دسته‌بندی کرد.
در مجموع ۲۵ مدال توسط تیم‌های مختلط در ۳ المپیک مدرن اول، از ۱۸۹۶ تا ۱۹۰۴ به دست آمد.

## جدول مدال‌ها

### مدال‌ها بر پایه بازی‌ها
| بازی‌ها | مدال‌آوران | طلا | نقره | برنز | مجموع مدال‌ها | رتبه |
| ۱۸۹۶   | ۴         | ۱   | ۰    | ۱    | ۲            | ۱۱   |
| ۱۹۰۰   | ۹۹        | ۸   | ۵    | ۶    | ۱۹           | ۴    |
| ۱۹۰۴   | ۱۹        | ۲   | ۱    | ۱    | ۴            | ۶    |
| مجموع  | ۱۲۲       | ۱۱  | ۶    | ۸    | ۲۵           | ۵۲   |

### فهرست مدال‌آوران تیم مختلط
| بازی‌ها | ورزش             | رویداد                  | تیم / نام‌ها | مدال |
| ------ | ---------------- | ----------------------- | --- | ---- |
| ۱۸۹۶   | تنیس             | دبل مردان               | جان پایس بولند - فریدریش ترائن | طلا  |
| ۱۸۹۶   | تنیس             | دبل مردان               | ادوین فلک - جورج استوارت رابرتسون | برنز |
| ۱۹۰۰   | چوگان            | مردان                   | فاکس‌هانترز هارلینگهام ( جان برسفورد، دنیس سنت جورج دیلی، آلفرد راولینسون، فاکس‌هال پارکر کین، فرانک مک‌کی) | طلا  |
| ۱۹۰۰   | چوگان            | مردان                   | بی‌ال‌او پولو کلاب راگبی ( والتر باکمستر، فردریک فریک، والتر مک‌کریری، ژان دو مادر) | نقره |
| ۱۹۰۰   | چوگان            | مردان                   | باگاتل پولو کلوب دو پاریس ( روبر فورنیه-سارلووز، فردریک آگنیو گیل، موریس رائول-دووال، ادوار آلفونس جیمز دو روسچیلد) | برنز |
| ۱۹۰۰   | چوگان            | مردان                   | اوستاکیو اسکاندون، مانوئل ده اسکاندون، پابلو ده اسکاندون، گیرمو هایدن رایت | برنز |
| ۱۹۰۰   | راگبی            | مردان                   | آ. آلبر، ژان کولا، شارل گندوئن، ولادیمیر آئیتوف، لئون بینوش، ژان-گی گوتیه، اوگوست ژیرو، کنستانتن انریکز، ژان اروه، ویکتور لارشانده، اوبر لوفور، ژوزف الیویه، آلکساندر فارامون، فرانتز ریشل، آندره ریشمان، آندره روزولت، امیل ساراد | طلا  |
| ۱۹۰۰   | فوتبال           | مردان                   | دانشگاه بروکسل ( آلبر دلبک، هنریک فون هکلوم، رائول کلکوم، مارسل لوبوت، لوسین لوندو، ارنست مورو ده ملن، ادموند نفس، ژرژ پلخیمس، آلفونس رنیه، امیل اسپانوگ، اریک تورنتون)                                                            | برنز |
| ۱۹۰۰   | قایقرانی بادبانی | ۲–۳ تن ۲ دور            | ویلیام اکسشاو، فردریک بلانشی، ژاک لو لاواسور | طلا  |
| ۱۹۰۰   | قایقرانی بادبانی | ۲–۳ تن ۱ دور            | ویلیام اکسشاو، فردریک بلانشی، ژاک لو لاواسور | طلا  |
| ۱۹۰۰   | تنیس             | دبل مردان               | مکس دکوژی - بازیل اسپلدینگ ده گارمندیا | نقره |
| ۱۹۰۰   | تنیس             | دبل مختلط               | هلن پریوشت - هارولد ماریون | نقره |
| ۱۹۰۰   | تنیس             | دبل مختلط               | ماریون جونز فارکئور - لارنس دوهرتی | برنز |
| ۱۹۰۰   | تنیس             | دبل مختلط               | هدویگا روزنباومووا - آرچیبالد واردن | برنز |
| ۱۹۰۰   | روئینگ           | قایق دو پارو با سکان‌دار | فرانسوا برنت، رولوف کلین، هرمانوس بروخمان، پسر ناشناس | طلا  |
| ۱۹۰۰   | دو و میدانی      | ۵۰۰۰ متر تیمی مردان     | استن رولی، آلفرد تایسو، سیدنی رابینسون، جان ریمر، چارلز بنت | طلا  |
| ۱۹۰۰   | کریکت            | مردان                   | اتحادیه باشگاه‌های ورزشی فرانسه (ویلیام اندرسون، ویلیام آتریل، ژان برد، و. برونینگ، روبر اورن، تیموته ژردن، آرتور مک‌اووآ، داگلاس رابینسون، اف. روک، آلفرد اشنایدو، آنری تری، فیلیپ تومالن)                                          | نقره |
| ۱۹۰۰   | طناب‌کشی          | مردان                   | ادگار اوبو، آگوست نیلسون، یوجین اشمیت، گوستاف سودرشتروم، کارل استاف، چارلز وینکله | طلا  |
| ۱۹۰۰   | طناب‌کشی          | مردان                   | ریموند باس، ژان کولا، شارل گندوئن، ژوزف روفو، امیل ساراد، فرانسیسکو ارنریکه ده زوبیریا | نقره |
| ۱۹۰۰   | واترپلو          | مردان                   | توماس کو، رابرت کراوشاو، ویلیام هنری، جان آرتور جارویس، پیتر کمپ، ویکتور لیندبرگ، فردریک استیپوتن | طلا  |
| ۱۹۰۰   | واترپلو          | مردان                   | بیل بورگس، ژول کلونو، آلفونز دوکویپر، لویی لوفره، آنری پلیه، پل واسور، اوگوست پلوآ | برنز |
| ۱۹۰۴   | طناب‌کشی          | مردان                   | سوث‌وست ترنورین سنت لوئیس نو. ۲ ( اسکار فرید، چارلز هابرکورن، هری جیکوبز، فرانک کوگلر، چارلز تیاس) | برنز |
| ۱۹۰۴   | دو و میدانی      | ۴ مایل تیمی مردان       | اتحادیه دو و میدانی شیکاگو ( جیمز لایت‌بادی، فرانک ورنر، لیسی هرن، آلبر کوره، سیدنی هچ) | نقره |
| ۱۹۰۴   | شمشیربازی        | فلوره تیمی مردان        | رامون فونست، آلبرتسون فان زو پوست، مانوئل دیاز | طلا  |
| ۱۹۰۴   | ژیمناستیک        | هنری تیمی مردان         | فیلادلفیا تورنگماینده ( جان گریب، آنتون هیدا، مکس هس، فیلیپ کسل، یولیوس لنهارت، ارنست رکویگ) | طلا  |

### مدال‌ها بر پایه ورزش

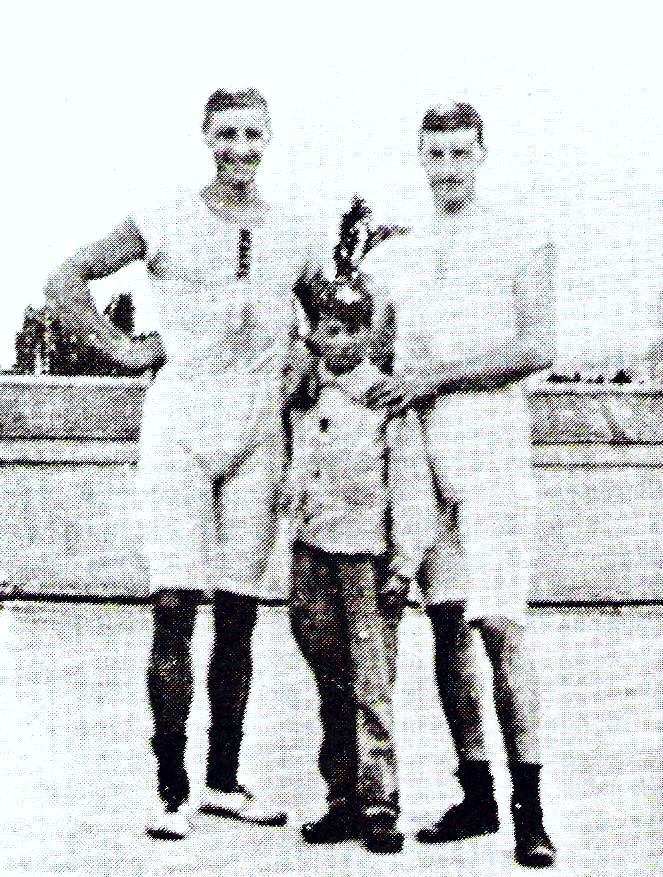
فرانسوا برنت هلندی (راست)، رولوف کلین و سکان‌دار آنها، پسر ناشناس فرانسوی، در المپیک ۱۹۰۰

| ورزش             | طلا | نقره | برنز | مجموع |
| قایقرانی بادبانی | ۲   | ۰    | ۰    | ۲     |
| تنیس             | ۱   | ۲    | ۳    | ۶     |
| چوگان            | ۱   | ۱    | ۲    | ۴     |
| طناب‌کشی          | ۱   | ۱    | ۱    | ۳     |
| دو و میدانی      | ۱   | ۱    | ۰    | ۲     |
| واترپلو          | ۱   | ۰    | ۱    | ۲     |
| شمشیربازی        | ۱   | ۰    | ۰    | ۱     |
| روئینگ           | ۱   | ۰    | ۰    | ۱     |
| راگبی            | ۱   | ۰    | ۰    | ۱     |
| ژیمناستیک        | ۱   | ۰    | ۰    | ۱     |
| کریکت            | ۰   | ۱    | ۰    | ۱     |
| فوتبال           | ۰   | ۰    | ۱    | ۱     |
| مجموع (۱۲ ورزش)  | ۱۱  | ۶    | ۸    | ۲۵    |

### مدال‌ها بر پایه ترکیب ملیت‌ها
| ملیت                                          | طلا | نقره | برنز | مجموع |
| --------------------------------------------- | --- | ---- | ---- | ----- |
| فرانسه · بریتانیای کبیر                       | ۲   | ۲    | ۲    | ۶     |
| استرالیا · بریتانیای کبیر                     | ۱   | ۰    | ۱    | ۲     |
| بریتانیای کبیر · ایالات متحده آمریکا          | ۱   | ۰    | ۱    | ۲     |
| کوبا · ایالات متحده آمریکا                    | ۱   | ۰    | ۰    | ۱     |
| دانمارک · سوئد                                | ۱   | ۰    | ۰    | ۱     |
| فرانسه · هلند                                 | ۱   | ۰    | ۰    | ۱     |
| آلمان · بریتانیای کبیر                        | ۱   | ۰    | ۰    | ۱     |
| فرانسه · هائیتی                               | ۱   | ۰    | ۰    | ۱     |
| بریتانیای کبیر · نیوزیلند                     | ۱   | ۰    | ۰    | ۱     |
| اتریش · ایالات متحده آمریکا                   | ۱   | ۰    | ۰    | ۱     |
| فرانسه · ایالات متحده آمریکا                  | ۰   | ۲    | ۰    | ۲     |
| فرانسه · کلمبیا                               | ۰   | ۱    | ۰    | ۱     |
| بریتانیای کبیر · فرانسه · ایالات متحده آمریکا | ۰   | ۱    | ۰    | ۱     |
| بوهم · بریتانیای کبیر                         | ۰   | ۰    | ۱    | ۱     |
| مکزیک · ایالات متحده آمریکا                   | ۰   | ۰    | ۱    | ۱     |
| آلمان · ایالات متحده آمریکا                   | ۰   | ۰    | ۱    | ۱     |
| بریتانیای کبیر · بلژیک · هلند                 | ۰   | ۰    | ۱    | ۱     |
| مجموع                                         | ۱۱  | ۶    | ۸    | ۲۵    |